# Alexander Bernhard Kölpin
Alexander Bernhard Kölpin (* 31. August 1739 in Garz/Rügen, Schwedisch-Pommern; † 18. November 1801 in Stettin, Preußen) war ein deutscher Arzt und Botaniker.

## Leben
Der auf Rügen geborene Kölpin zog mit seinen Eltern 1742 nach Greifswald. Dort besuchte er die Ratsschule und studierte ab 1755 an der Universität Greifswald Theologie. Er wechselte an die Universität Göttingen, musste aber bald darauf wegen der Besetzung durch französische Truppen im Siebenjährigen Krieg in die Heimat zurückkehren. Er predigte einige Male in Greifswalder Kirchen, verlegte sich aber aufgrund seines schlechten Gesundheitszustands („Brustschwäche“ und „Bluthusten“), die ihm das Wirken als Theologe unmöglich machte, auf das Studium der Medizin. Er studierte in Berlin und Greifswald und wurde dort 1764 zum Dr. med. promoviert, war ab 1765 Direktor des Greifswalder botanischen Gartens und ab 1767 auch Adjunkt der Greifswalder medizinischen Fakultät. 1771 ging er als Kreisphysikus und Professor am akademischen Gymnasium nach Stettin.
Kölpin korrespondierte mit Carl von Linné und veröffentlichte 1766 eine deutsche Übersetzung von Pehr Löflings botanischem Reisebericht.
Er war Logenmeister der Stettiner Freimaurerloge „Zu den drei goldenen Ankern“.

## Schriften
- Specimen Meditationum philosophicarum. Struck, Greifswald 1756
- De Principiis cognoscendi omnium primis eorumque vera subordinatione. Struck, Greifswald 1757
- Commentatio botanico-physica de Stylo ejusque differentiis externis. Röse, Greifswald 1764
- Dissertatio Inauguralis Anatomica De Structura Mammarum Sexus Sequioris Nuperrimis Observationibus Et Experimentis Superstructura. Röse, Greifswald 1764
- De fetus et adulti differentia. Röse, Greifswald 1764
- Schediasma Anatomicum De Structura Mammarum Sexus Sequioris Nuperrimis Observationibus Et Experimentis Superstructa. Lange, Berlin 1765
- Oratio avspicalis De historiae natvralis et speciatim botanices praestantia ac dignitate. Röse, Greifswald 1766
- Abhandlung von dem innern Bau der Weiblichen Brüste, aus neuen Versuchen und Wahrnehmungen beschrieben. Lange, Berlin und Stralsund 1767 (Digitalisat)
- Florae gryphicae supplementum herbationibus accommodatum. Röse, Greifswald 1769
- De cultura historiae naturalis in Pomerania disserit, Stettin 1773
- Ueber die Naturgeschichte von Pommern, ohne Ort 1779
- Praktische Bemerkungen über dem Gebrauch der sibirischen Schneerose in Gichtkrankheiten. Friedrich Nicolai, Berlin und Stettin 1779 (Digitalisat)
- Unterricht für den Landmann über die unter dem Rindvieh grassirende Lungenkrankheit. Leich, Stettin 1800 (2. Auflage 1801)

Übersetzungen:
- Pehr Löfling: Reise, nach den spanischen Ländern in Europa und America in den Jahren 1751 bis 1756, nebst Beobachtungen und Anmerkungen über die merkwürdigen Gewächse. Hrsg. von Carl von Linné. G. A. Lange, Berlin und Stralsund 1766 (Digitalisat), 2. Auflage 1776
- William Baylies: Kurze Sätze über die Pocken zur Erforschung der wahren Natur dieser Krankheit. Aus dem Englischen übersetzt und herausgegeben von Alexander Bernhard Kölpin. H. G. Effenbart, Stettin 1775